# Blackbolbus insolitus
Blackbolbus insolitus är en skalbaggsart som beskrevs av Henry Fuller Howden 1985. Blackbolbus insolitus ingår i släktet Blackbolbus och familjen Bolboceratidae. Inga underarter finns listade.